# Goldschlägerhaut
Goldschlägerhaut, auch Darmserosa genannt, wird aus der äußersten Hautschicht von Rinderblinddärmen hergestellt. Sie ist sehr dünn (ca. 0,05 bis 0,1 mm), elastisch und reißfest.

## Fertigung
Zur Herstellung von Goldschlägerhaut wird zunächst der Rinderdarm gewaschen und eingeweicht. Dann wird die oberste Hautschicht abgezogen, gespannt und getrocknet. Zur Haltbarkeit wird die Haut chemisch behandelt. Die Größe eines Stückes beträgt maximal etwa 100 × 25 cm.

## Begriffsherkunft
Der Name Goldschlägerhaut leitet sich ab von ihrer früheren Verwendung beim Goldschlagen, also der Herstellung von Blattgold. Zwischen die einzelnen Lagen Blattgold wurden Goldschlägerhäute gelegt, damit die Blattgoldschichten nicht aneinanderkleben.

## Weitere Anwendungsgebiete

### Bau von Luftschiffen
Bereits im Jahr 1883 experimentierte das britische Militär mit Ballonen, deren Ballonhülle aus Goldschlägerhaut gefertigt war. Auch das US-amerikanische Militär experimentierte ab dem Jahr 1893 mit diesem Material beim Einsatz für Ballone.
Anfang des 20. Jahrhunderts stieg der Bedarf an Goldschlägerhäuten durch die Luftschifffahrt enorm an. Da gummierter Stoff schnell brüchig wurde und zu statischer Aufladung neigt, wurden die das Traggas beinhaltenden Gaszellen aus Goldschlägerhäuten genäht, die in bis zu sieben Lagen auf eine Trägerschicht aus Stoff aufgebracht wurden. Das Gewicht dieses Materials lag bei 136 g/m² Für eine einzige Gaszelle wurden die Darmhäute von rund 50.000 Rindern benötigt, für einen Luftschifftyp, welcher im Ersten Weltkrieg verwendet wurde, wurden zusammen Blinddärme von rund 700.000 Rindern benötigt. Später konnte die Goldschlägerhaut auf vier Lagen reduziert werden.
Die Herstellung der Gaszellen war aufwendig und teuer. In England wurden Rinderblinddärme zuerst in Salzwasser getaucht und dann abgeschabt. Anschließend wurden die Stücke zusammengefügt und auf Leinwand geklebt. Die fertige Gaszelle wurde zum Schluss mit Luft aufgeblasen und auf Dichtheit kontrolliert. Die Arbeiter (zumeist Arbeiterinnen) im Inneren trugen dabei weiche Filzpantoffeln.
Heute werden für gasdichte Zellen synthetische Materialien verwendet.
Anfang des 20. Jahrhunderts wurden zudem spezielle Unternehmen gegründet, welche sich auf die Produktion der Goldschlägerhaut spezialisierten. In Berlin-Schöneberg wurde im Jahr 1909 beispielsweise die Ballonhüllen GmbH gegründet.

### Abdichtung von Oboenmundstücken
Aufgrund der guten Dehnbarkeit benutzen Oboisten Goldschlägerhaut zum Abdichten ihrer Mundstücke, damit keine Luft zwischen den beiden Blättern des Mundstücks entweicht. Umgangssprachlich bezeichnen die Oboisten die Goldschlägerhaut auch als Fischhaut.

### Schinkenherstellung
Goldschlägerhäutchen finden auch als Umhüllung von feinen Schinkenwaren Verwendung, so zum Beispiel als Umhüllung von Lachsschinken nach „Pariser Art“. Diese Häute werden allerdings aus der Haut des Bauchfilzes (Speck) vom Schwein gewonnen.